# Agnès de Peranda i Clara de Janua
Agnès de Peranda (Assís?, Itàlia, segle xiii - Barcelona, 17 de setembre de 1281) i Clara de Janua o de Porta (? - segle xiii) foren dues religioses, potser italianes, fundadores del primer convent de clarisses de Barcelona. Són venerades com a santes per la comunitat del monestir i al si de l'orde; no han estat beatificades, però, i han estat proclamades serventes de Déu per l'Església catòlica.

## Biografia

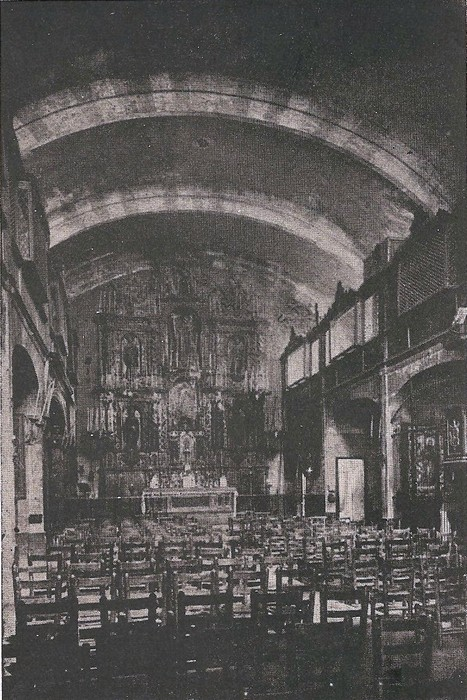
Santa Clara de Barcelona abans de 1936, on foren sebollides les dues monges entre 1715 i 1936.

El nom d'Agnès de Peranda està unit a la llegenda fundacional del primer monestir de l'Orde de Santa Clara en terres catalanes, la comunitat de «damianites» de Sant Antoni (també coneguda amb el nom de Santa Clara o Sant Daniel) de Barcelona. Segons aquest relat, posat per escrit al segle xvi però amb arrels a la tradició oral comunitària, Agnès, amb Clara de Janua o de Porta, familiars de Clara d'Assís, haurien estat enviades a fundar a la Península, després d'arribar de manera miraculosa a la platja de Barcelona en una barqueta sense rems ni veles.
El que consta als documents és que una Agnès esdevingué la primera abadessa de la comunitat, i que governà el cenobi durant prop de quaranta-set anys. Al llarg del seu abadiat es posaren les bases jurídiques, comunitàries i patrimonials d'aquest monestir, que era situat prop de la Ribera de Barcelona, en una àrea de creixement urbà i de fort dinamisme comercial del qual participà. Sabem de l'autoritat i prestigi d'Agnès, que la feu destinatària de deixes i llegats que feren créixer el patrimoni comunitari i donaren al monestir un lloc en la topografia espiritual de la ciutat. Coneixem també l'aurèola de santedat que tingué en vida per a la comunitat mateixa i per als fidels, i el procés de devoció i santificació de què fou objecte un cop morta, quan el seu cos fou centre de veneració i de culte, en virtut de la seva capacitat taumatúrgica, juntament amb la seva companya de viatge i coprotagonsita del relat fundador, Clara. Ambdues foren objecte també d'un procés de beatificació, en un primer moment a finals del segle xvii i més tard a la primera dècada del segle xx, que no va reexir.
Agnès fou autora d'unes ordinacions destinades als clergues beneficiats de l'església del monestir (1260), a través de les quals percebem l'autoritat d'una abadessa del segle xiii, en un moment en què es dirimia el lloc de la família clarissa al si de l'orde franciscà i el paper dels frares i dels homes de l'orde en la cura monialum de les germanes.
Els principals trets de la seva vida els coneixem a partir del pare Antoni Vicent Domènec, i en especial, pel relat autobiogràfic escrit per la religiosa (priora i després abadessa), Dorotea Çarovira, el 1632. Ambdues fonts aporten el perfil bàsic del relat llegendari i de la vida de les dues santes, que es repetirà sense massa variants en la cronística de l'orde i en els martirologis franciscans. Sembla que Agnès va mantenir una vida d'austeritat i penitència, «molt humil y de gran virtut y molt santa», segons Dorotea; i que era visitada pels fidels a la cerca de consell espiritual (així s'explica, per exemple, en una Vida de Maria de Cervelló). Va voler renunciar a l'abadiat -seguint doncs l'exemple de Santa Clara- però fou interpel·lada pel Papat, a través d'una carta que és testimoni del prestigi de l'abadessa i de la consciència del seu paper en la promoció del monestir, tant en allò espiritual com en allò temporal. Les paraules que acompayaren el seu epitafi venen també a confirmar-ho : (...) «tant en la seva mort com després d'ella, gloriosament va brillar pels seus miracles i va resplandir amb santedat de vida i gran fama mentre visqué» (traducció al català modern). Els caputxins de Sarrià, que foren un dels principals promotors i impulsors del procés de canonització iniciat el 1912, concretarien la filiació d'Agnès, fent-la filla de Peranda o Penenda, germana de santa Clara, i de Martí Corano.

## Veneració

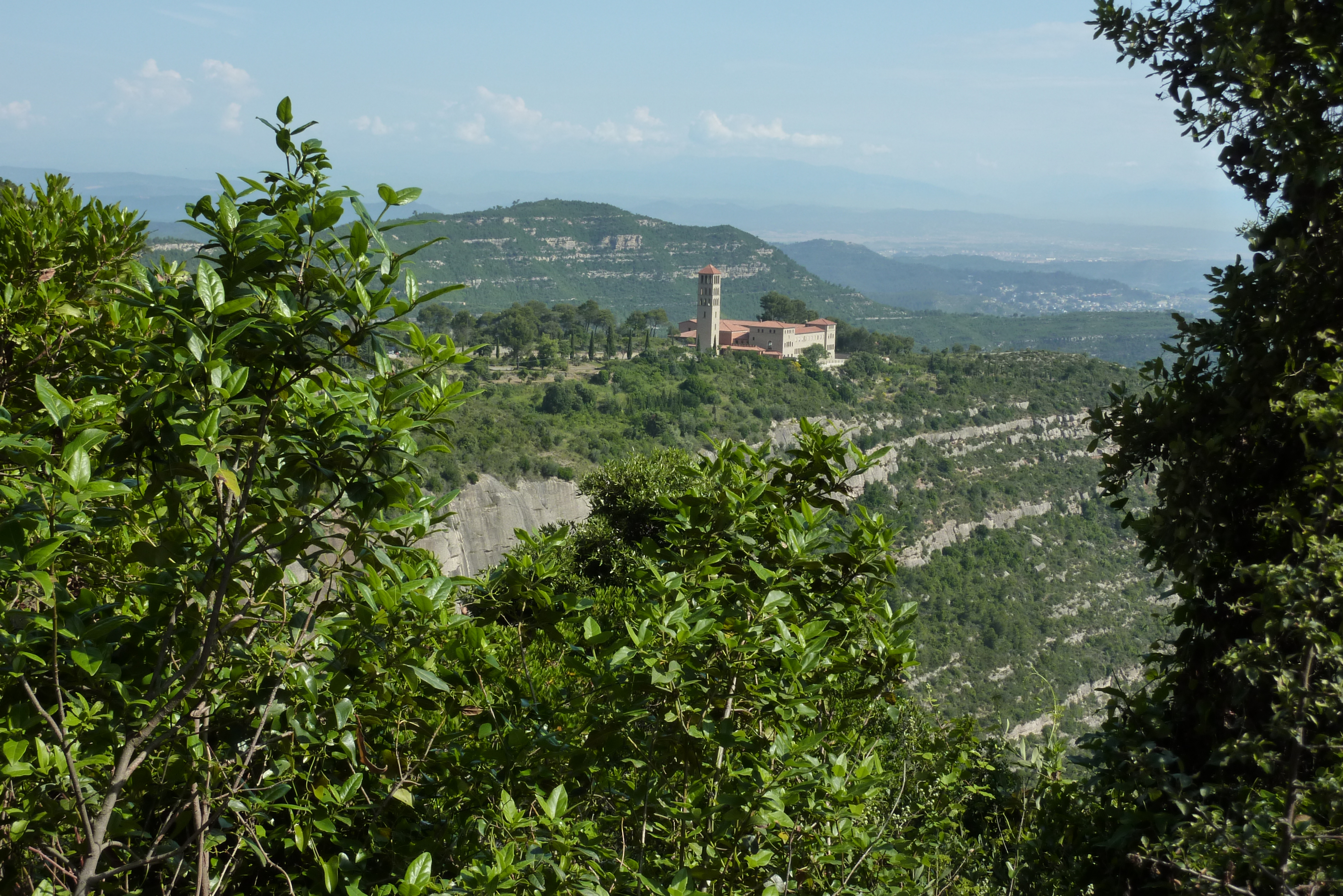
Monestir benedictí de Sant Benet de Montserrat, actual lloc d'enterrament de les dues monges.

En la seva vida religiosa, ambdues tingueren fama de santedat, que es confirmà quan moriren i començà el procés de devoció i santificació, i els seus cossos foren venerats, i se'ls atribuïren miracles i guariments. Se n'incoà el procés de beatificació al final del segle xvii i més tard en 1912, però no va reexir. El segon procés fou promogut pels caputxins de Sarrià.
Les seves restes foren venerades al monestir, especialment per la gent de mar. El 12 d'agost, festa de Santa Clara d'Assís, es feia una processó d'homenatge a les dues fundadores, i se n'obria el sepulcre per passar cotons per les restes, que es creien miraculoses. En 1460, uns senyals miraculosos (unes llums que es posaven sobre la tomba) provocaren el trasllat dels cossos del cementiri comú a l'església, amb posteriors trasllats fins a la Capella de les Santes, vora l'altar major en 1725. Les restes acompanyaren la comunitat en els seus trasllats: de 1715 a 1952 foren al Convent de Santa Clara de Barcelona (al Palau Reial Major) i, des de llavors, són al monestir benedictí de Sant Benet de Bages.
L'abadessa Dorotea Çarovira, el 1632, n'escrigué una biografia; juntament amb les dades aportades per Antoni Vicenç Domènec, formen el relat tradicional que es transmet als martirologis franciscans.